# Basmatschi

Angebliche Basmatschi-Flagge, 1921–1924

Die Basmatschi (auch Basmatschen oder Basmachi) waren mittelasiatische Aufständische, die sich 1916 gegen die allgemeine Mobilmachung im Ersten Weltkrieg in Turkestan erhoben und bis Mitte der 1920er Jahre gegen die Bolschewiki kämpften. Der Begriff Basmatschi wurde aus der turksprachigen Wurzel bosmoq („unterdrücken“) und dem Suffix für gewohnheitsmäßige Handlungen chi gebildet und bedeutet „Banditen“, „Räuber“.

## Geschichte
Die allgemeine Mobilmachung von 1916 war nach den kathrinischen Reformen im 18. Jahrhundert der erste Bruch mit dem Toleranzedikt und der damit einhergehenden Nichteinmischungspolitik russischer Kolonialbeamter in lokale Belange.
Die zaristischen Truppen gingen mit äußerster Gewalt gegen den Widerstand vor und erstickten den Aufstand im Keim. Viele Turkmenen, Usbeken und Kirgisen flohen deswegen über die persische, afghanische oder chinesische Grenze.
Seit den Unruhen von 1916 und dem ersten Auftreten eines organisierten überlokalen Widerstands gegen die Kolonialadministration kam das Wort Basmatschi in einen breiteren Gebrauch. In der Tat jedoch waren die mittelasiatischen Rebellen vor allem Partisanen. Zu Pferde überfielen sie koloniale administrative Gebäude, Eisenbahnstationen oder Versorgungslager der Armee.
Während der Oktoberrevolution 1917 kämpften die Basmatschi anfangs als Verbündete der Bolschewiki für ihre kulturelle Selbstbestimmung und nationale Unabhängigkeit. Auf Grund der unvereinbaren politischen Ziele entwickelte sich jedoch sehr schnell eine unversöhnliche Feindschaft zwischen den sozial-revolutionären Bolschewiki und den Basmatschi. Nach der Zerschlagung des Alasch-Orda-Staates schlossen sich auch zahlreiche kasachische und kirgisische Nationalisten der Basmatschi-Bewegung an.
Im Bürgerkrieg von 1919 bis 1924 übernahmen kommunistische und den Bolschewiki loyale Akteure nun die koloniale Bezeichnung und nannten ihre Gegner im Bürgerkrieg Basmatschi. Die Führer der Rebellen waren jedoch – im Gegensatz zu ihren Vorgängern vor dem Ersten Weltkrieg – politisch ambitionierte Widerstandskämpfer mit konkreten Vorstellungen zu Staatsaufbau und Staatsaufgaben. In ihren Reihen kämpften Rebellen aus allen möglichen sozialen Kontexten. Sie waren Bauern, Nachkommen von Mitgliedern des vorkolonialen Staatsapparates, Nomaden oder lokale Kämpfer (pahlawon). Sie waren ethnisch wie religiös heterogen.
Ihre Gegner – Kommunisten, russische Siedler, Sozialrevolutionäre, aus Russland gesendete Militärs – kämpften gegen sie mit den gleichen partisanenartigen Mitteln. Auch sie waren ethnisch wie religiös heterogen, kämpften jedoch nicht mit dem Ziel einer regionalen wie politischen Unabhängigkeit, sondern eines Verbundes mit Sowjetrussland.
Bis 1920 entzogen sich weite Teile Mittelasiens der Sowjetherrschaft, obwohl dort kampfstarke Verbände der Roten Armee operierten. Zentren des Widerstands waren die Gebiete um Ferghana, Chiwa und Buchara. Dort unternahm Enver Pascha den Versuch, die Basmatschi-Bewegung für die pantürkische Idee zu gewinnen und mit ihrer Hilfe ein neues Kalifat mit Sitz in Samarkand zu errichten. Obwohl Enver Pascha begeisterte Anhänger fand, gelang es ihm nicht, die getrennt operierenden Widerstandsgruppen der Basmatschi militärisch zu organisieren. Am 4. August 1922 wurde die von ihm kommandierte Basmatschi-Einheit nahe Duschanbe von der Roten Armee gestellt und vernichtet.
Durch den massiven Einsatz der Roten Armee ging der bewaffnete Aufstand der Basmatschi bis Mitte der 1920er Jahre in einen Bandenkrieg über. Die mobilen, meist berittenen Basmatschi-Einheiten waren in der Steppe und im Gebirge mit militärischen und polizeilichen Einsätzen schlecht zu fassen. Gelegentlich konnten sie auch über die Grenzen nach Afghanistan, Persien oder China ausweichen.

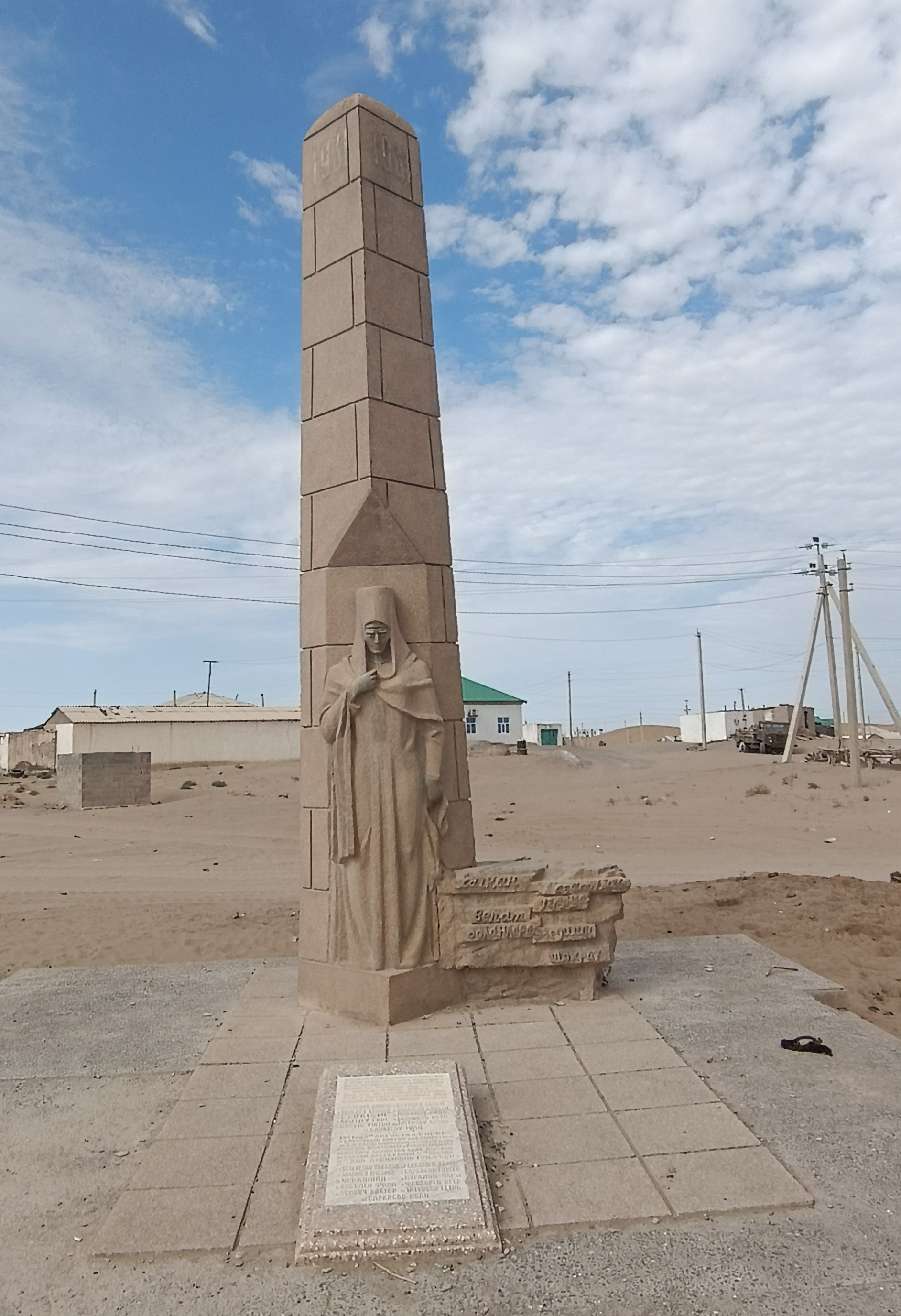
Denkmal für 11 durch Basmatschi umgekommene Rotarmisten in Erbent (Ahal welaýaty)

Uneinigkeiten über die Zielsetzung der politischen Unabhängigkeit, persönliche Rivalitäten zwischen den regionalen Führern und vor allem das weitgehende Ausbleiben ausländischer Hilfe für die Rebellen führte schließlich zum Ende der Widerstandsbewegung. Nun hatten die Bolschewiki und diejenigen, die sich auf ihre Seite stellten, die Hegemonie über die Geschichtsschreibung errungen. Die Basmatschi, nicht nur die aktiven Rebellen, sondern auch ihre Familien flohen in großen Zahlen in den Norden Afghanistans und nach Nordwestchina, in dem bucharische, choresmische, turkestanische wie auch kasachische und kirgisische Muslime weitgehend selbstbestimmt leben konnten.
Mit zunehmender sozialer Isolation wurden auch die letzten Basmatschi Mitte der 1930er Jahre aufgerieben.

## Der Basmatsche als Figur
Die Eigenschaften, die den Basmatschi zugeschrieben wurden, waren schon seit der russischen Kolonialzeit festgelegt und wandelten sich kaum. In der Literatur der Sowjethistoriker wurden die kolonialen Vorstellungen von Banditen und Wegelagerern nicht nur massiv trivialisiert, sondern weiter verzerrt.
Die Basmatschi wurden gewissermaßen dem zeitgenössischen Publikum in zahllosen Büchern, Filmen wie Die Dreizehn (UdSSR 1937, Regie: Michail Romm) und Zeitungen als Gewalttäter, religiös fanatisierte Frauenfeinde, meuchelmordende Kretins usw. vorgeführt. Dass in der Tat viele Rebellen bei Einigung mit den Sowjets lokale Posten erhielten und in die Rote Armee aufgenommen wurden, darüber schweigen diese Darstellungen.
Die turksprachige Bezeichnung Basmatschi lebte in den 1980er Jahren nach dem sowjetischen Einmarsch in Afghanistan neben der heute üblichen arabischen Bezeichnung Mudschaheddin für islamisch-nationalistisch motivierte Widerstandskämpfer in Zentralasien wieder auf.

## Bekannte Basmatschi
- Enver Pascha (1881–1922), osmanisch-türkischer Politiker und General
- Madamin Bek (1893–1920)
- Schir Muhammad Beg (Kurschirmat, † 1970)